# Antoine Gizenga

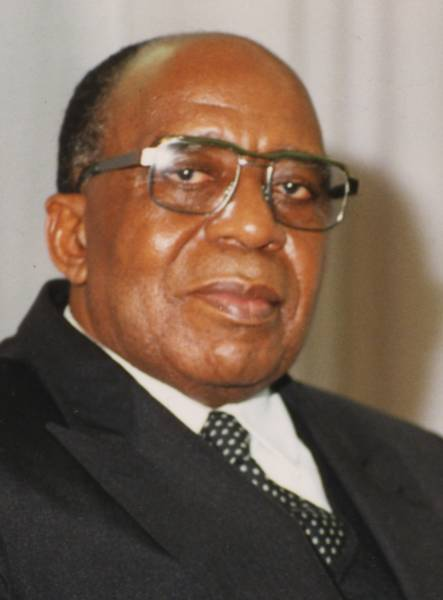
Antoine Gizenga

Antoine Gizenga (* 5. Oktober 1925 in Mushiko; † 24. Februar 2019 in Kinshasa) war ein kongolesischer Politiker. Von 1960 bis 1962 war er Vizepremier, vom 30. Dezember 2006 bis zum 10. Oktober 2008 war er Premierminister der Demokratischen Republik Kongo.

## Frühe Jahre
Nach dem Schulbesuch im Seminar von Kinzambi arbeitete er für die katholische Mission in Léopoldville. Im April 1959 wurde er Präsident der neu gegründeten Partei Parti Solidaire Africain (PSA). Im Dezember 1959 bildete seine Partei eine Allianz mit der ABAKO von Joseph Kasavubu. Er war der Leiter der Delegation seiner PSA bei der Brüsseler Allparteienkonferenz, die am 20. Januar 1960 begann. Statt an den Gesprächen teilzunehmen, bereiste er Osteuropa und machte auf der Rückreise in Conakry Station.

## Unabhängigkeit
Bei den ersten Wahlen im Mai 1960 erreichte die PSA 13 der 137 Sitze auf nationaler Ebene. Im Provinzparlament von Léopoldville wurde sie mit 35 der 90 Sitze stärkste Partei. Nach der Unabhängigkeit am 30. Juni 1960 wurde er in der Regierung von Patrice E. Lumumba stellvertretender Ministerpräsident. Als es zwischen Lumumba und Kasavubu zu zunehmenden Spannungen kam, unterstützte Gizenga Lumumba.
Als Mobutu Sese Seko im September 1960 erstmals putschte und der inzwischen gefangengesetzte Lumumba kurz darauf erfolglos versuchte, zu Gizenga zu flüchten, errichtete dieser im November eine Gegenregierung in Stanleyville. Im August 1961 kehrte er nach Léopoldville zurück und wurde stellvertretender Ministerpräsident unter Cyrille Adoula. Bereits im Januar 1962 wurde er entlassen und bis Juli 1964 gefangengehalten, eine Zeit lang auf der Insel Bula-Bemba in der Kongomündung.

## Exil
Zur Zeit von Adoulas Nachfolger Moise Tschombé stand er zwischen Oktober 1964 und Ende 1965 unter Hausarrest. Er durfte ins Exil gehen und lebte die nächsten 27 Jahre in der Sowjetunion, Frankreich, Angola und Kongo-Brazzaville. Nach einem Attentat auf ihn musste er Frankreich verlassen; für Angola wurde er zur Belastung, als sich die Regierung von José Eduardo dos Santos mit Zaire aussöhnte.
Während seines Exils gründete er die zunächst eher bedeutungslose Partei Parti Lumumbistes Unifiés (PALU). Präsident Mobutu, dessen Macht zu dieser Zeit gefestigt war, erlaubte ihm 1992 die Rückkehr. In den letzten Jahren von Mobutus Herrschaft wurde Gizenga politisch wieder aktiv und präsentierte sich als der wahre Erbe Lumumbas.

## Nach Mobutu
Im Jahr 2002 nahm seine Partei an den Allparteiengesprächen der kongolesischen Bürgerkriegsparteien in Südafrika teil. Meinungsumfragen im Großraum Kinshasa bezifferten Gizengas Rückhalt in der Bevölkerung auf etwa zehn Prozent nach dem führenden Etienne Tshisekedi mit 21 Prozent, in Umfragen des Instituts Les Points vom Februar 2005 stand er auf der Liste der populärsten Politiker des Kongo mit 4,2 Prozent auf Platz fünf, an der Spitze weiterhin Tshisekedi mit 34,9 Prozent. Beide standen in Opposition zum Präsidenten Joseph Kabila.
Bei den Wahlen 2006 trat er als Kandidat für den Posten des Präsidenten an und erzielte unter über 30 Kandidaten mit 13,06 Prozent einen dritten Platz. Bei der Stichwahl unterstützte er den amtierenden Präsidenten Joseph Kabila gegen seinen Herausforderer Jean-Pierre Bemba. Zum Jahreswechsel ernannte ihn der Sieger Kabila zum neuen Premierminister der DR Kongo.
Als Premierminister setzte er sich unter anderem dafür ein, dass die dubiosen Verträge zwischen mächtigen Warlords und den kongolesischen Minenbetreibern genauer überprüft werden. Das Amt des Premierministers legte er Ende September 2008 aus Alters- und Gesundheitsgründen nieder, das danach bis 2012 von seinem Neffen Adolphe Muzito eingenommen wurde.